# لیندا برزیل
لیندا برزیل (به انگلیسی: Linda Brasil) (زاده ۱۴ آوریل ۱۹۷۳) معلم، فعال حقوق دگرباشان جنسی و سیاستمدار برزیلی است.
او یک زن ترنس است.
او اولین زن ترنس است که در ایالت سرژیپه برزیل به عضویت در پارلمان انتخاب شد. او عضو حزب سوسیالیسم و آزادی است.